# Молкочанов, Михаил Васильевич
Михаил Васильевич Молкочанов (1877 — 1924) — российский и советский военачальник, командующий Красной армии Армении.

## Биография
Из мещан. В 1908 старший адъютант управления стрелкового полка. На 19 апреля 1915 в 3-м стрелковом полку, исполняющий должность штаб-офицера Управления 1-й стрелковой бригады. Исполнял должность начальника связи 29-го армейского корпуса, затем там же 2 месяца исполнял должность обер-офицера для поручений при штабе, после чего назначен старшим адъютантом штаба. Окончил ускоренные курсы Николаевской военной академии в 1917. Причислен к генеральному штабу войск Российской империи. Как и большинство генштабистов добровольно поступил на воинскую службу в РККА. Приказом Всероглавштаба № 18 от 27 июня 1918 назначен (оставлен) при генеральном штабе. Затем назначен в штаб военрука Калужского отряда. Помощник начальника штаба и начальник штаба Калужской пехотной дивизии развёрнутой на базе отряда. 
С 23 октября 1918 по 30 мая 1919 командовал 9-й стрелковой дивизией. В июле 1919 командовал Сумской группой войск. Затем до октября 1919 начальник 41-й стрелковой дивизии. 
С ноября 1919 по март 1920 помощник командующего 8-й армии, также с 1 до 18 ноября 1919 временно исполнял должность начальника штаба. С 1 мая 1920 начальник штаба, с 8 июля до 27 сентября 1920 командовал 14-й армией. С 13 по 16 октября 1920 начальник штаба 12-й армии. С января 1921 командовал войсками армянской Красной армии. С августа по ноябрь 1921 начальник штаба и временно исполняющий должность командующего войсками в Тамбовской губернии. Начальник штаба войск в Орловской губернии с 7 декабря 1921 до 14 июня 1922. С 6 июля 1922 начальник штаба войск РККА, расквартированной в Сибири. Продолжил воинскую службу на командных должностях, с июня по сентябрь 1924 начальник штаба войск Сибирского военного округа.

### Звания
- поручик;
- штабс-капитан;
- подполковник.

### Награды
- орден Святого Станислава 2-й степени с мечами (19 апреля 1915);
- орден Святого Владимира 4-й степени с мечами и бантом (ноябрь 1915);
- орден Красного Знамени Армянской ССР (весна 1921).[2]